# Канси
Канси (девиз правления кит. 康熙, пиньинь kāngxī, собственное имя Сюанье, кит. 玄燁, 4 мая 1654 — 20 декабря 1722), маньчжурский император из династии Цин (с 7 февраля 1661, эра Канси с 18 февраля 1662 по 4 февраля 1723, см. Китайский календарь). Четвёртый представитель маньчжурской династии, правивший всем Китаем, входившим в империю Цин. Сюанье вступил на престол в 6-летнем возрасте и стал править под девизом «Канси» (Процветающее и лучезарное). 61 год его правления — рекордно длинный срок в китайской истории. Эпоха Канси стала символом благополучия, «золотым веком» Китайской империи. По его приказу в 1710—1716 годах был составлен знаменитый словарь Канси.

## Биография

### Правление регентов
Умирающий император Шуньчжи перед своей смертью в 1661 году создал регентство из четырёх человек во главе с князем Обоем (Аобай). Они должны были править страной до совершеннолетия императора Канси, которому на тот момент было 6 лет. Регенты и другие маньчжурские аристократы немедленно казнили главу евнухов и уничтожили их влияние при дворе. Вслед за этим начались гонения на европейских миссионеров и христиан, терпимых при Шуньчжи. В начале 1660-х годов внутренние распри несколько парализовали активность цинского правительства. Князь Обой захватил всю власть в свои руки, создал при дворе сильную клику и самовластно правил империей восемь лет (1661—1669). Беспощадно истребляя своих противников, главный регент разжигал междоусобную грызню в верхних эшелонах власти, что привело к хаосу в государственных делах.
В 1669 году молодой Канси и его дядя князь Сонготу (Соэту) свергли Обоя и разогнали его клику. Ведение государственных дел взял в свои руки Сонготу. Он же стал лидером Совета князей-регентов и сановников, и почти девять лет (1669—1678) был фактическим правителем Цинской империи при юном богдохане. Дворцовый переворот 1669 года и свержение Обоя произошли в момент, когда в верхах китайского общества началось брожение. Чтобы сбить волну недовольства, князь Сонготу и его соратники пошли на ряд уступок и послаблений. Устранив недовольство масс и упрочив тыл, правительство Сонготу укрепило позиции маньчжурского режима в Китае.
Канси был большим почитателем древней культуры Китая, покровителем искусств своей страны. По его приказу были восстановлены частично уничтоженные в  Цзиндэчжэне казённые гончарные печи. Именно поэтому правление Канси характеризуется изготовлением высококачественного фарфора различных форм и высокого уровня росписи.

### Начало «Эпохи Канси»
В 1679 году Канси отстранил князя Сонготу от управления государством и взял власть в свои руки. С этого времени началась так называемая «эпоха Канси». Укрепив свою личную власть, император ослабил влияние Совета князей-регентов и сановников, самостоятельно принимал важнейшие решения и сам руководил завершением войны по завоеванию и усмирению Китая.
С начала 1680-х годов наступил резкий спад вооружённой борьбы в Китае. За 61 год царствования Канси произошло более 50 больших и малых восстаний против маньчжурских завоевателей — в два раза меньше, чем за 18 лет пребывания на престоле его отца, то есть общий накал антицинской борьбы снизился в шесть-семь раз, причём основная масса восстаний приходилась на восемь лет войны «трёх князей-данников» (1673—1681).
С 1681 года цинское правительство активизировало курс на восстановление земледелия и вывод страны из вызванного несколькими десятилетиями войн социально-экономического упадка. Начался ремонт и обновление пострадавших или пришедших в негодность дамб, плотин, каналов, ирригационных систем и дорог. Как и его современник русский царь Пётр I, Канси отличался личным вниманием к гидротехническим сооружениям, жизненно важным для грузоперевозок, а также защиты страны от наводнений. Он неоднократно лично посещал строительные работы на реке Юндинхэ под Пекином, часто заиливавшейся и менявшей своё русло, и давал ценные указания Ю Чэнлуну, руководившему проектом. Как-то раз (1699 г.) император собственноручно измерил её глубину, чтобы оценить степень заиливания.
После захвата в 1683 году Тайваня было разрешено каботажное судоходство и торговля вдоль морского побережья Китая. В 1684 году цинское правительство сняло запрет на торговлю с иностранцами, поставив её под строгий контроль казны, насаждавшей систему монополий и ограничений.
Умелый администратор, умный политик и хитрый дипломат, Канси сконцентрировал в своих руках всю власть. Он непосредственно руководил «шестью ведомствами» и сам решал важнейшие вопросы. Император прекратил гонения на христиан, вернул из опалы миссионеров, учился у них математике и другим наукам, сделал одного из них (Фердинанд Вербист) главой Астрономического управления. Вплоть до конца XVII века иезуиты оставались доверенными советниками Канси. Они оказывали ему помощь в литье пушек, в точных науках, в переводах с европейских языков и в дипломатии.
Получив классическое китайское образование, Канси стал ревностным конфуцианцем. Склонный к литературному творчеству, он претендовал на славу конфуцианского учёного и мецената. Строго следя за настроениями населения, Канси разработал «16 заповедей» вместо «шести поучений» Шуньчжи. Они были опубликованы в виде специального «священного указа» в 1670 году. Помимо сугубо моральных наставлений новый документ содержал ряд «заповедей» фискально-полицейского характера. В них император убеждал крестьян полностью уплачивать налоги, участвовать в системе круговой поруки, «подавлять воров и разбойников», не укрывать беглых и т. д.

### Борьба с Россией
Выход русских казаков, служилых людей и переселенцев в бассейн среднего течения Амура вынудил цинское правительство к созданию плацдарма для противостояния экспансии Московского государства. В 1674 году на Сунгари рядом с военными верфями была основана крепость Гирин. Через два года сюда из Нингуты была переведена ставка нингутинского военачальника.
Обезлюдение цинских владений на Северо-Востоке резко осложнило задачу обороны и сохранения в неприкосновенности «священной родины» маньчжуров. Для защиты от переселения сюда китайцев (из собственно Китая — провинций к югу от Великой Стены) и монголов (с запада), а также и от контрабандной торговли женьшенем, Канси в 1678 году приказал мукденскому военачальнику Аньчжуху построить специальную систему укреплённых линий, получившую название «Ивовая изгородь». Её строительство продолжалось до 1680-х годов, а общая протяжённость превысила 900 км. Линия разделила юг Маньчжурии на три части: южную (примерно соответствующая нынешнему Ляонину), уже имевшую значительное китайское население; западную, где жили монголы; и восточную (примерно соответствующая нынешней провинции Цзилинь), доступ в которую для не-маньчжур должен был строго контролироваться. Палисад также отделял долину реки Ялу от Ляонина, с тем чтобы оставить долину Ялу как незаселённую буферную зону вдоль корейской границы.
С окончанием войны в Китае и присоединением Тайваня, Канси особое внимание стал уделять войне с Московским государством в Приамурье. Маньчжурский двор пытался организовать против российских войск походы ханов Халхи, в первую очередь Тушэту-хана Чихуньдоржа и его брата Ундур-гэгэна Дзанабадзара, главу буддийской церкви Монголии. Представители цинского дома призывали Тушэту-хана нанести удар в Забайкалье и вернуть власть над бурятами и другими народами, перешедшими в подданство русского царя. Однако Тушэту-хан и Ундур-гэгэн не хотели рвать торговые связи с Московским государством и использовали политику лавирования. Потерпев в 1688 году поражение под Селенгинском, Тушэту-хан окончательно вышел из войны.
В 1685 году маньчжурская армия во главе с князем Пэнчунем после осады овладела Албазином, но вскоре казаки вновь заняли и отстроили крепость. В 1686 году цинские войска опять атаковали Албазин, но после пятимесячной осады и больших потерь отступили, блокировав его со всех сторон. Русское правительство направило на Амур посольство Ф. А. Головина с предложением переговоров, и блокада Албазина была снята. В 1689 году в Нерчинске, под давлением большой цинской армии, окружившей город, Ф. А. Головин подписал договор с империей Цин. По этому договору была определена граница России с Цинской империей в верхнем течении Амура. Крепость Албазин подлежала срытию, устанавливались мир и торговля между обоими государствами. Это был большой военный и дипломатический успех Канси. Однако на оставленной русскими территории Канси, в соответствии с подписанным договором, запретил кому бы то ни было селиться, и она превратилась в безлюдную буферную зону.

### Присоединение Халхи
В этот период внимание маньчжуров было сосредоточено на ситуации в Халхе и Джунгарии. Особо опасным для маньчжуров было укрепление Джунгарского (Ойратского) ханства как возможной основы объединения монгольских племён под руководством ойратов. Канси всячески противодействовал стремлению джунгарских ханов и верховных лам Тибета создать единое государство. Он умело поддерживал сепаратизм халхаских ханов и разжигал междоусобицу в Северной Монголии, выжидая удобный случай для присоединения её к Цинской империи.
Во время халхаско-джунгарской войны 1687—1688 годов Канси разыграл роль независимого арбитра. Не выступив на стороне халхасцев вопреки договору о взаимопомощи с ханами Халхи, он дождался разгрома их войск правителем Джунгарского ханства Галдан-Бошогту ханом. Таким образом он вынудил их на принятие подданства Цинской империи, поскольку агрессивность Галдан-Бошогту хана пугала их больше, нежели господство цинского дома, связанного с чингисидами родственными связями по женским линиям. Канси получил великолепный предлог для покорения Халхи под видом защиты её от ойратов.
Разгромленные Галдан-Бошогту ханы, князья и буддийские иерархи Халхи в панике бежали под защиту Канси. Осенью 1688 года халхаские нойоны во главе с Тушэту-ханом Чихуньдоржем и Ундур-гэгэном Дзанабадзаром приняли формальное подданство маньчжурского государства. Не желая столкновения с империей, Галдан-Бошогту предложил Канси мир на условиях выдачи ему или отправки в Лхасу Тушэту-хана и Ундур-гэгэна, а также установления китайско-джунгарских торговых отношений. Канси предпочёл миру войну. Это решение ускорило переход Северной Монголии под руку маньчжурского императора. В 1689 году на своём съезде халхасские ханы решили признать цинское господство. Канси вступил в Халху во главе большой армии. Силы Галдан-Бошогту были ослаблены захватом власти в Джунгарии его племянником Цэван Рабданом. Кроме того, маньчжурам удалось дезинформировать Галдан-Бошогту, скрытно перебросить через Гоби свои превосходящие силы и навязать ойратам генеральное сражение вместо опасной для них манёвренной войны. В сентябре 1690 года в сражении при Улан-Бутуне Галдан-Бошогту потерпел поражение и, понеся огромные потери, отступил.
В 1691 году в Долон-норе состоялся съезд ханов, джасаков и нойонов Халхи и Южной Монголии. Сюда во главе огромной армии прибыл и Канси. На съезде было объявлено о включении всех трёх аймаков Халхи в состав Цинской империи.
Военные действия возобновились в 1696 году. Император во главе огромного войска подступил к Керулену, однако Галдан-Бошогту отошёл, не приняв боя. Другая маньчжурская армия под командованием Фэйянгу в июне этого года перехватила Галдан-Бошогту близ Чамдо. В этом решающем сражении ойратская конница была разгромлена на берегах реки Толы в районе Урги. Потеряв несколько тысяч пленными, весь обоз и огромные стада, Галдан-Бошогту бежал и в 1697 году покончил с собой. После этого вся территория от Алтая до Халхи также вошла в состав Цинской империи. Для ослабления власти монгольских ханов и князей Канси раздробил их уделы. 
На последнем этапе маньчжурско-джунгарской войны в 1697 году Цинской империи подчинился султанат Хами (Комул). Его правитель из династии Великих Моголов, желая обезопасить себя от угрозы со стороны ходжей Кашгарии и ойратского господства, отдался под власть Канси. Таким образом, присоединив к себе Китай и Монголию, Цинская империя стала к концу XVII века самым крупным государством в Азии.

### Укрепление государства
С завершением завоевания Китая и начавшимся восстановлением производства, Канси с начала XVIII века стал постепенно отменять сделанные ранее налоговые послабления. С целью унифицировать и упростить фискальную систему Канси в 1712 году провёл налоговую реформу. Реформа 1712—1720 годов улучшила положение неземледельческого населения деревни и сельской бедноты, постоянно или временно занятых в сфере промыслов, отходничества, разносной и мелочной торговли, транспорта и др. Всё это способствовало дальнейшему восстановлению сельской экономики и ускорило её выход из затяжной разрухи в середине XVIII века.
Чтобы ослабить ненависть китайцев к чужеземцам, Канси покончил с практикой произвольных захватов земли, домов и имущества знамёнными маньчжурами. Чтобы укрепить союз маньчжуров с китайской верхушкой, Канси всячески привлекал её на свою сторону: были разработаны обширные культурные программы, расширено участие китайских шэньши и землевладельцев в гражданской администрации. В то же время император стремился не допустить чрезмерного усиления власти в руках влиятельных китайских аристократических родов и богатых кланов на местах и в центральном аппарате. С этой целью в 1700 году были установлены строгие квоты на получение учёной степени «цзюйжэнь», открывавшей дорогу к чиновничьим рангам и административным должностям.

### Политика в области идеологии и вероисповеданий
Стремясь предотвратить оппозиционные настроения среди шэньши и интеллигенции, Канси организовал подготовку многотомных энциклопедий, антологий, словарей и других изданий, выделяя на эти цели большие средства из казны. По его указанию переиздавались произведения древней и средневековой китайской литературы. Во всём этом было занято множество учёных — историков, литературоведов, филологов, писателей, каллиграфов, художников и гравёров, которые получали хорошо оплачиваемую работу, выгодные литературные и редакторские заказы.
Император использовал организацию широких литературных работ для проведения селекции, цензуры и карательных мер. Из публикуемых произведений вычёркивались все крамольные места: вольнолюбивые мысли, неудобные факты и явные намёки, направленные против маньчжуров и других иноземных завоевателей Китая, на укрепление национального самосознания китайцев. Само по себе полезное собирание редких памятников китайской культуры, их издание и комментирование сопровождалось ревизией исторического наследия — исправлением, сокращением или уничтожением неугодных текстов. Специальные комиссии и коллегии осуществляли цензурирование и фальсификацию произведений, к чему приложил руку и сам император. С теми же учёными, кто не покорился маньчжурам, Канси был беспощаден. В 1711 году был брошен в тюрьму Дай Минши, включивший в свой труд описание антиманьчжурской борьбы. Учёный был четвертован, члены его семьи и друзья — более 100 человек — казнены.
Особое внимание Канси уделял вопросам идеологии. Он всемерно укреплял позиции неоконфуцианства, в полном объёме восстановил экзаменационную систему и сеть конфуцианских учебных заведений, всячески привлекая ко двору авторитетных конфуцианских учёных. Даже маньчжурская знать была вынуждена давать своим детям конфуцианское образование. Канси проводил курс на сотрудничество с китайской чиновно-шэньшиской элитой, расширяя её участие в аппарате управления и укрепляя тем самым Цинскую империю как централизованное государство.
При всём том Канси проявлял известную веротерпимость. Пользуясь его расположением, иезуиты в 1692 году добились указа, разрешавшего обращать китайцев в христианство. Однако склонные к религиозному синкретизму китайцы-неофиты сочетали культы Христа и Конфуция с поклонением предкам. Миссионеры и Ватикан стали оказывать на Канси давление, в 1705 и 1720 годах потребовав от него запретить новообращённым сохранять китайские верования. Канси отклонил это вмешательство во внутренние дела империи, а встретив сопротивление — принял жёсткие меры: один из папских легатов умер в тюрьме, другой был выслан. Тем не менее, проповедь христианства не была запрещена.

### Война с джунгарами. Поход в Тибет
Канси ставил своей целью разгромить Джунгарское ханство и поставить Тибет в зависимость от маньчжурской империи Цин. Политическая обстановка в этих странах облегчала реализацию политики Пекина. В 1705—1710 годах в Тибете разгорелась вооружённая борьба за власть между хошутским правителем Лхавзан-ханом и тибетским регентом Сангье Гьяцо (Санчжай Чжамцо). Пытаясь установить своё влияние в Тибете, император поддержал хошутов. В Пекине хорошо понимали, что цинское господство в Монголии не может быть прочным без его религиозной поддержки из Лхасы, без благожелательного для маньчжуров воздействия Далай-лам на буддийскую церковь Монголии. Тем не менее, на данном этапе Канси стремился ослабить правителей Лхасы руками хошутов, чтобы впоследствии подчинить и тех, и других.
В Джунгарии после смерти Галдан-Бошогту ойратским ханом стал его племянник Цэван Рабдан. Он вновь объединил все четыре ойратских аймака, восстановив распавшееся Джунгарское ханство. Будучи сторонником независимости, новый хан отклонил неоднократные предложения Канси стать «данником» богдыхана. Обе стороны активно готовились к новой схватке. Цэван Рабдан потребовал от Канси вернуть захваченные у Галдан-Бошогту земли к востоку и северу от Латая. В Пекине отвергли это требование. Со своей стороны, император настаивал на предоставлении самостоятельности каждому из четырёх княжеств-аймаков. Это значило фактически взорвать изнутри единство Джунгарского ханства и предельно ослабить центральную власть хана на фоне раздробленности. Естественный отказ Цэван Рабдана ускорил начало войны. Император в то время строил посольские связи с другими ойратскими правителями. В 1703 году посол Калмыцкого ханства Арабджур  прибывает к Цинскому двору. В 1709 году по разрешению русской власти отправлено второе калмыцкое посольство во главе Самтан в Цинский Китай. В 1712—1714 годах направил цинское посольство во главе с Тулишэнем к калмыцкому хану Аюке (1669/1672—1724). Целью посольства была создание китайско-калмыцкого союза против джунгар.  
В 1715 году началась вторая война между Цинской империей и Джунгарским ханством, которая велась с переменным успехом, не давая явного перевеса ни одной из сторон. Цэван Рабдан силами своего вассала Цэрэн-Дондоба-старшего в 1717 году захватил Тибет. Воспользовавшись этим, Канси в 1720 году направил в Лхасу две колонны войск — из Сычуани и Цинхая — под командованием Гэрби и Янь Синя, конницу халхаских князей, а также поднял против ойратов тибетское ополчение из Кама. Потерпев поражение, ойраты ушли из Тибета, что усилило влияние Цинской империи в Центральной Азии. После разгрома и изгнания ойратов маньчжуры оставили в Лхасе двухтысячный монгольский гарнизон. Тибетское правительство до 1723 года оставалось в сильной зависимости от маньчжурского резидента.

### Отношения с Чосоном и Рюкю
Цинский Китай имел дипломатические отношения с Королевством Чосон и государством Рюкю. В 1717 году направляет своё посольство к вану Чосон Сукчону. Главой цинской миссии был Акдунь. 
В 1719 году отправил цинское посольство к двору вана Рюкю  Сё Кэй. Цинское посольство во главе Хай Бао и его заместитель Сюй Баогуан вручило грамоту императора Канси об утверждении Сё Кей ваном Рюкю.

### Политика в отношении национальных меньшинств
Важным направлением внутренней политики Канси, а затем и его преемников, стало реальное покорение неханьских народностей Юго-Западного Китая. Канси начал длительную кампанию, направленную на фактическое включение этих народов в общеимперскую систему бюрократического контроля и налоговой эксплуатации, то есть превращение «данников» в обычных подданных. В 1704 году по приказу Канси в районах национальных меньшинств провинций Хунань, Гуйчжоу, Юньнань и Гуанси вместо традиционных наследственных чиновников из местных старейшин, князьков и племенных предводителей стала вводиться общекитайская чиновничья система.
Император Канси скончался в 1722 году, на шестьдесят девятом году жизни. Вопреки всем ожиданиям императорского клана и к крайнему удивлению многочисленных сыновей императора, наследником был объявлен Иньчжэнь.

## Семья
- отец: Император Шуньчжи
- мать: Императрица Сяоканчжан, Вдовствующая императрица Цыхэ

### Супруги
Всего у Канси было 64 супруги
1. Императрица Сяочэнжэнь (孝诚仁皇后), из рода Хэсэри
2. Императрица Сяочжаожэнь (孝昭仁皇后), дочь Эбилуна из рода Нюхулу
3. Императрица Сяоижэнь (孝懿仁皇后), дочь Тун Говэя из рода Тунцзя
4. Императрица Сяогунжэнь (孝恭仁皇后), дочь Вэйу из рода Уя
5. Благородная супруга императора Ихуэй из рода Тунцзя
6. Благородная супруга императора Дунчи из рода Гуарцзя
7. Почётная благородная супруга императора Цзинминь из рода Цзянцзя
8. Благородная супруга Вэньси из рода Нюхулу
9. Супруга Жун из рода Мацзя
10. Супруга И из рода Гороло
11. Супруга Хуэй из рода Нала
12. Супруга Шуньмии из семьи Ван (китайского происхождения)
13. Супруга Чуньюцинь из рода Чэнь
14. Супруга Лян из рода Вэй
15. Супруга Чэн из рода Дайцзя
16. Супруга Сюань из рода Борджигин
17. Супруга Дин из рода Ваньлюха
18. Супруга Пин из рода Хэсэри
19. Супруга Хуэй из рода Борджигин

### Дети
Канси правил дольше всех в истории Китая, и детей у него было больше, чем у любого другого императора династии Цин. Большинство из них умирали молодыми от болезней, официально считается, что у Канси было 24 сына и 12 дочерей.
| #1 | Имя2      | 谱名     | Мать                                             |             | Титул               | 爵位   | Примечание |
| -- | --------- | -------- | ------------------------------------------------ | ----------- | ------------------- | ------ | --- |
|    | Чэнху     | 承祜     | Супруга Хуэй                                     |             |                     |        | умер молодым |
|    | Чэнжуй    | 承瑞     | Императрица Сяочэнжэнь                           | 1669 — 1672 |                     |        | умер молодым |
|    | Чэнцин    | 承慶     |                                                  |             |                     |        | умер молодым |
|    | Саиньчамг | 賽音察渾 | Супруга Жун                                      |             |                     |        | умер молодым |
|    | Чанхуа    | 長華     | Супруга Жун                                      |             |                     |        | умер молодым |
|    | Чаншэн    | 長生     | Супруга Жун                                      |             |                     |        | умер молодым |
| 1  | Иньчжи    | 胤禔     | Супруга Хуэй                                     | 1672 — 1734 | Бэйцзы              |        | Урождённый Баоцин |
| 2  | Иньжэн    | 胤礽     | Императрица Сяочэнжэнь                           | 1674 — 1725 | Наследник престола  | 太子   | Лишён титула «наследник престола» в 1708 и 1712 |
|    | Ваньпу    | 萬黼     |                                                  | 1674 —      |                     |        | умер молодым |
|    | Иньчжань  | 胤禶     |                                                  | 1675 —      |                     |        | умер молодым |
| 3  | Иньчжи    | 胤祉     | Супруга Жун                                      | 1677 — 1732 | Великий князь Чэн   | 诚亲王 | лишён титулов императором Иньчжэнем |
| 4  | Иньчжэнь  | 胤禛     | Императрица Сяогунжэнь                           | 1678 — 1735 | Великий князь Юн    | 雍亲王 | Император 1722—1735 |
| 5  | Иньци     | 胤祺     | Супруга И                                        | 1679 — 1732 | Великий князь Хэн   | 恒亲王 | |
| 6  | Иньцзо    | 胤祚     | Императрица Сяогунжэнь                           | 1680 — 1685 |                     |        | умер молодым |
| 7  | Инью      | 胤祐     | Супруга Чэн                                      | 1680 — 1730 | Великий князь Чунь  | 淳君王 | |
| 8  | Иньсы     | 胤禩     | Супруга Лян                                      | 1681 — 1726 | Великий князь Лянь  | 廉亲王 | Лишён титула, изгнан из рода, получил имя Акина |
| 9  | Иньтан    | 胤禟     | Супруга И                                        | 1683 — 1726 | Бэйцзы              | 贝子   | Лишён титула, изгнан из рода, получил имя Сайсыхэ |
| 10 | Иньэ      | 胤俄     | Благородная супруга Вэньси                       | 1683 — 1731 | Го-гун Фу           | 辅国公 | Лишён титула |
| 11 | Иньцзы    | 胤禌     | Супруга И                                        | 1684        |                     |        | умер молодым |
| 12 | Иньтао    | 胤祹     | Супруга Дин                                      | 1685 — 1764 | Великий князь Фу    | 履亲王 | Получил титул от племянника — императора Хунли |
| 13 | Иньсян    | 胤祥     | Почётная благородная супруга императора Цзинминь | 1686 — 1730 | Великий князь И     | 怡亲王 | Титул передавался по наследству |
| 14 | Иньти     | 胤禵     | Императрица Сяогунжэнь                           | 1688—1756   | Удельный князь Сюнь | 恂郡王 | Лишён титулов, по слухам — реальный наследник Канси Урождённый Иньчжэн (胤祯), имя было сменено на Юньти (允禵) чтобы избежать использования табуированного иероглифа из имени императора |
| 15 | Иньюй     | 胤禑     | Супруга Шуньмии                                  | 1693 — 1731 | Удельный князь Ю    | 愉郡王 | |
| 16 | Иньлу     | 胤祿     | Супруга Шуньмии                                  | 1695 — 1768 | Великий князь Чжуан | 莊亲王 | Был принят в другую ветвь рода |
| 17 | Иньли     | 胤礼     | Супруга Цзинь                                    | 1697 — 1738 | Великий князь Го    | 果亲王 | |
| 18 | Иньсе     | 胤祄     | Супруга Шуньмии                                  | 1701 — 1708 |                     |        | умер молодым |
| 19 | Иньцзи    | 胤禝     | Наложница Сян                                    | 1706 — 1708 |                     |        | умер молодым |
| 20 | Иньвэй    | 胤禕     | Наложница Сян                                    | 1693 — 1731 | Удельный князь Ю    | 愉郡王 | |
| 21 | Иньси     | 胤禧     | Наложница Сян                                    | 1711 — 1758 | Удельный князь Шэнь | 慎郡王 | |
| 22 | Иньху     | 胤祜     | Наложница Цзинь                                  | 1711 — 1731 | Бэйлэ               | 贝勒   | |
| 23 | Иньци     | 胤祁     | Наложница Цзин                                   | 1713 — 1731 | Бэйлэ               | 贝勒   | |
| 24 | Иньми     | 胤祕     | Наложница Му                                     | 1716 — 1773 | Великий князь Цзянь | 缄亲王 | |

- Замечания: (1) Принцы записывались в официальные документы в порядке рождения. Этот порядок был неофициальным до 1677 года, когда Канси издал эдикт о том, что все его потомки должны иметь один и тот же иероглиф в качестве первого иероглифа имени. В результате прежний порядок был отменён, и Иньчжи стал первым принцем. (2) После воцарения Юнчжэна все сыновья Канси изменили свои имена, сменив первый иероглиф с «胤» (инь) на «允» (юнь) чтобы избежать использования табуированного иероглифа из имени императора. Иньсяну посмертно было позволено сменить имя обратно на «Иньсян» за его помощь императору в приходе к власти и управлении государством.

## Канси в культуре

### В компьютерных играх
- В Age of Empires III: The Asian Dynasties Канси представлен как лидер играбельной цивилизации Китая

### В кино
- «Поразительное на каждом шагу» (Startling by Each Step / Bu Bu Jing Xin) — телесериал режиссёра Ли Квок-Лапа (КНР, 2011); в роли Канси — Дэмиэн Лау (Damian Lau).

- «Дворец» (Jade Palace) — телесериал режиссёра Ли Хуэйчжу (КНР, 2012); в роли Канси — Кэн Тун (Ken Tong).

- «Дворец» (Gong Suo Chen Xiang) — фильм режиссёра Пань Анси (КНР, 2013); в роли Канси — Уинстон Чао (Winston Chao).

- «Хроники жизни» (The Chronicles of Life / Ji Mo Kong Ting Chun Yu Wan) — телесериал режиссёра Цзянь Лайчуня (КНР, 2016); в роли Канси — Хавик Лау (Hawick Lau).
- «Легенда о жемчужине дракона» (Legend of Dragon Pearl) — телесериал (КНР, 2017); в роли Канси — Цинь Цзюньцзе (Qin Junjie)
- 《Эпоха Канси》 康熙帝国 (Kang Xi Di Guo) / Kang Xi Dynasty — телесериал (КНР, 2001); в роли Канси — Чэнь Даомин (Chen Daoming)
- 《Тайная история императора Канси》 康朝秘史 (Kang Chao Mi Shi) / 纳兰与康熙 (Nalan and Kang Xi) / Secret History of Kang Xi (ATV HK)-телесериал (КНР, 2001); в роли Канси — Ся Юй (Xia Yu)